# Holzdübel

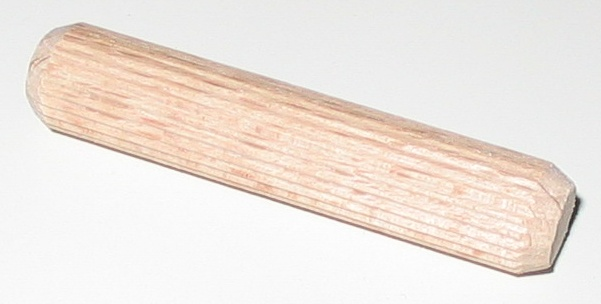
Geriffelter Dübel aus Buchenholz

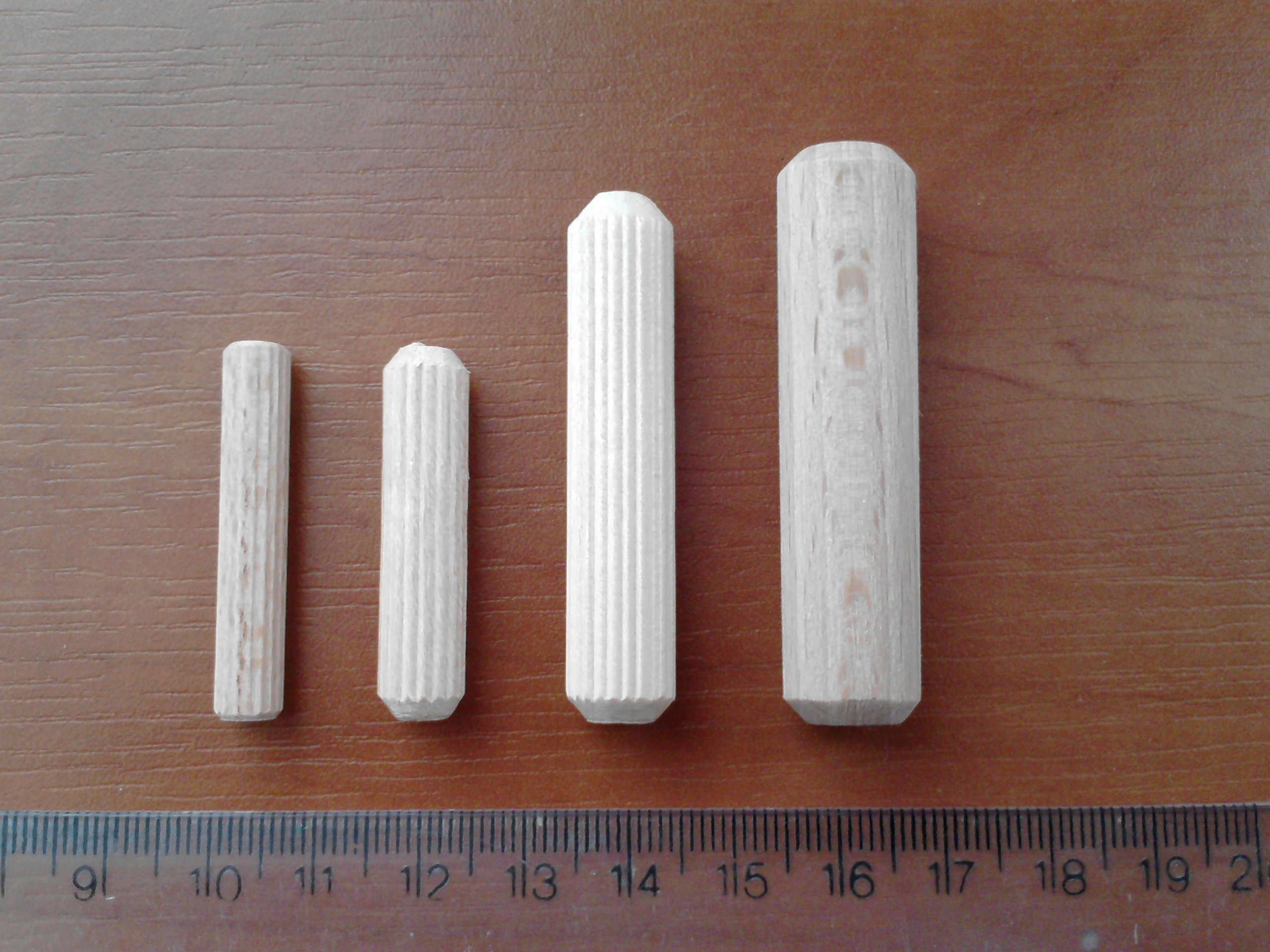
Dübel unterschiedlicher Größe, glatt und geriffelt, mit und ohne Fase

Holzdübel (ursprünglich nur Dübel oder Dollen) sind Verbindungselemente in der Holzverarbeitung. Sie werden in Massivholz und Holzwerkstoffen bei stumpfen Stößen und Gehrungsverbindungen von Korpussen sowie bei glatten und profilierten Rahmeneck- und T-Stößen eingesetzt.

## Ausführungen
Holzdübel gibt es in verschiedenen Ausführungen:
In der am häufigsten gebrauchten Form sind Dübel Stücke von glatten oder geriffelten Rundstäben. Fertig gibt es sie meist aus Buchenholz in unterschiedlichen Längen und Durchmessern mit bereits gefasten Enden oder als Meterstücke zum passenden Ablängen. Sie werden in Bohrungen mit entsprechendem Durchmesser meist eingeleimt, wobei der Leim sich durch die Riffelung besser auf die gesamte Länge des Dübels verteilt. Bei Dübeln mit glatter Oberfläche wird der Leim beim Einsetzen in das Bohrloch abgestreift. Die Fase erleichtert das Einsetzen der Dübel.
Eine andere Form ist der Winkeldübel, der bei Gehrungsverbindungen eingesetzt werden kann. Er ist um 90° abgewinkelt, meist aus Lagenholz und geriffelt.
Quelldübel eignen sich für Verbindungen mit hoher Zugfestigkeit. Sie haben Rillen (mitunter auch kreuzweise) und sind mechanisch verdichtet. Beim Einsetzen in das Bohrloch quellen sie bei Verwendung von wasserhaltigem Leim wieder auf. Dadurch entsteht ein erhöhter Anpressdruck und eine bessere Verzahnung.
Zur Herstellung von eigenen Dübeln, besonders aus hochwertigen Holzarten, gibt es Dübeleisen und Dübelspitzer. Dübeleisen sind Stahlplatten mit Öffnungen in den gängigen Dübelgrößen, die beim Durchschlagen von Dübelrohlingen glatte oder geriffelte Dübel erzeugen. Mit Dübelspitzern wird anschließend die Fase geschnitten.
Holzdübel gibt es auch aus Kunststoff.

Dübelverbindung mit Holzdübel stumpf und mit Kunststoffdübel auf Gehrung
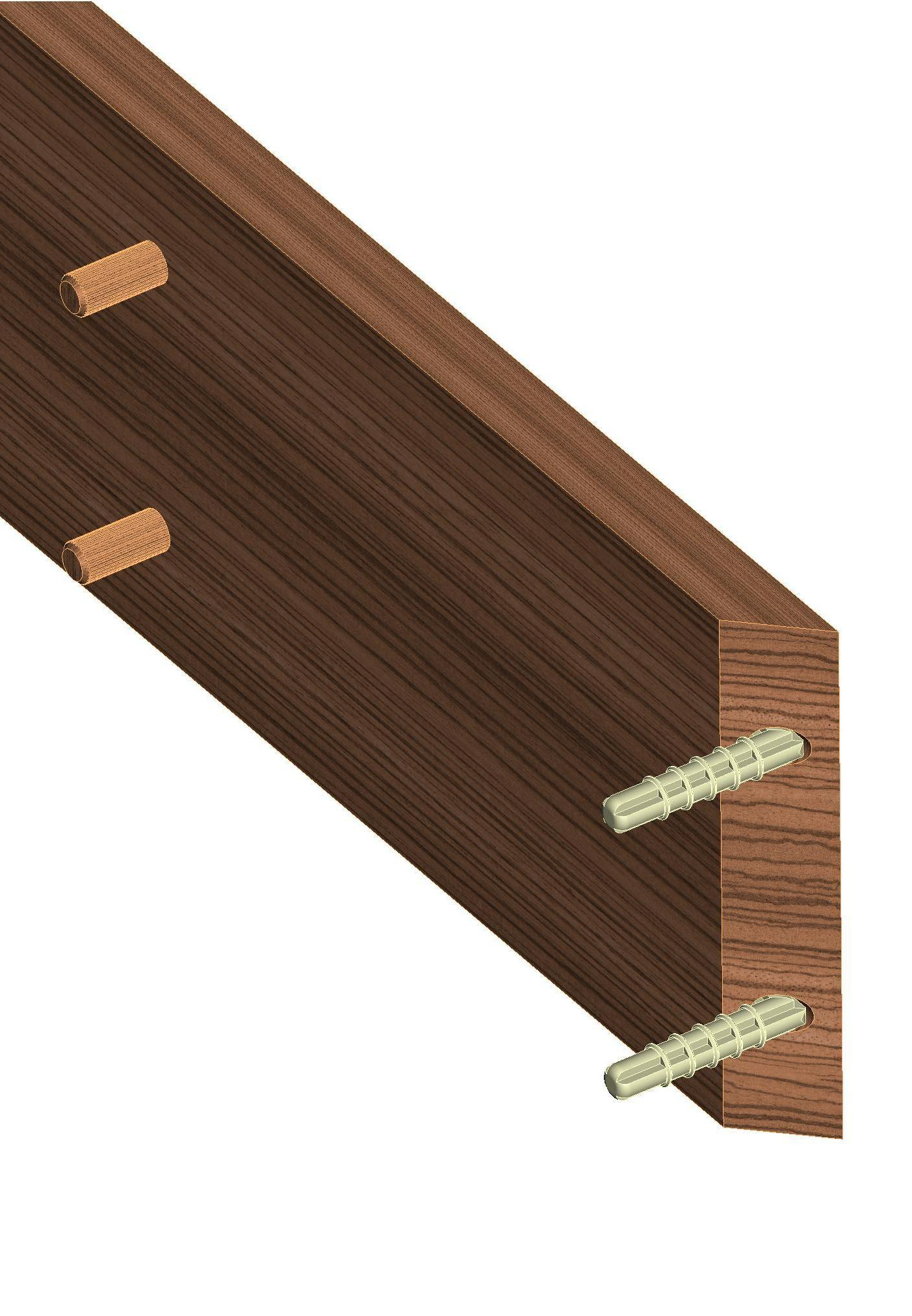
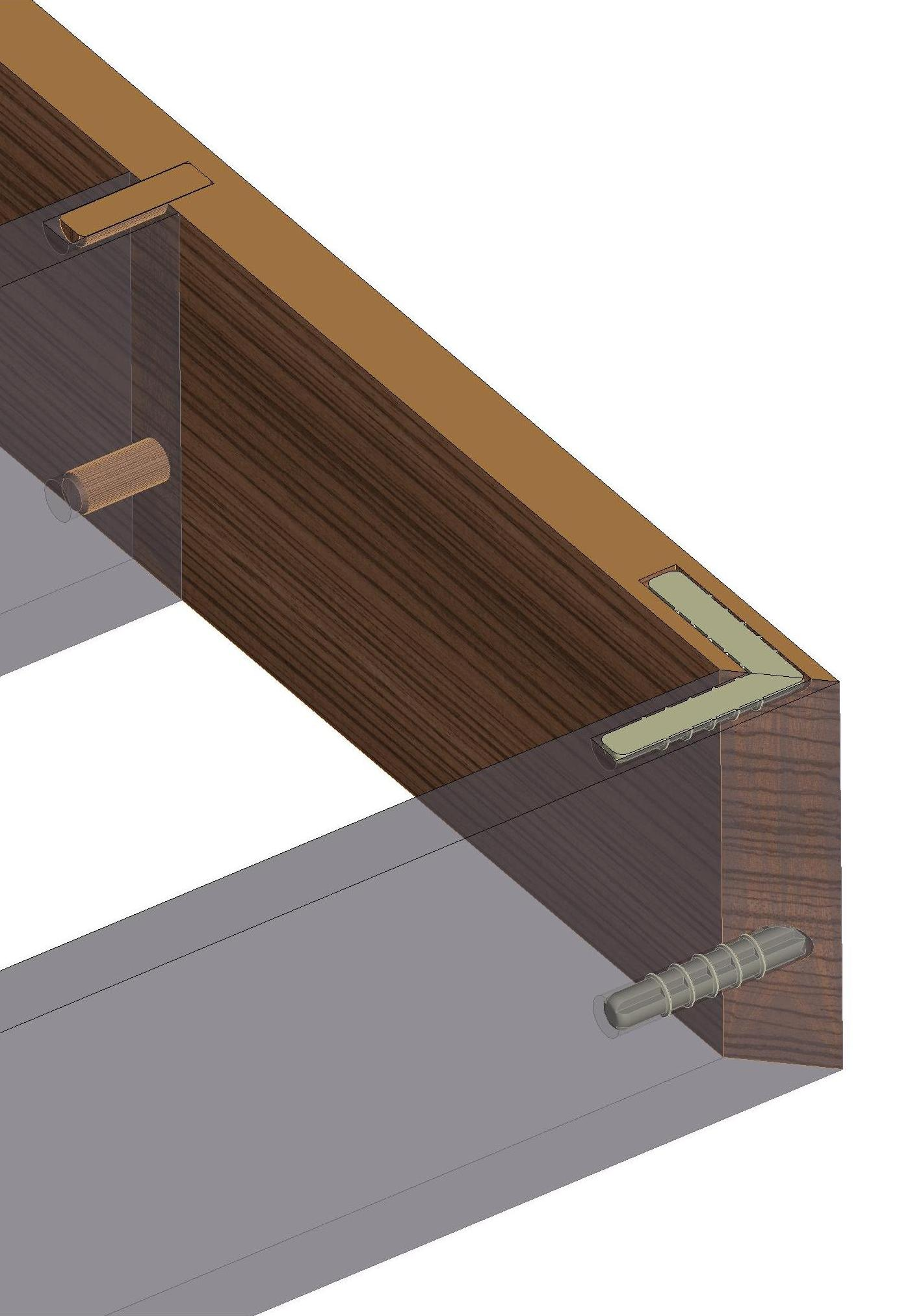

Holzdübel sind nach DIN 68150 genormt.
| Durchmesser [mm] | Länge [mm] | Länge [mm] | Länge [mm] | Länge [mm] | Länge [mm] | Länge [mm] | Länge [mm] | Länge [mm] | Länge [mm] | Länge [mm] | Länge [mm] |
| ---------------- | ---------- | ---------- | ---------- | ---------- | ---------- | ---------- | ---------- | ---------- | ---------- | ---------- | ---------- |
| 6                | 25         | 30         | 35         | 40         |            |            |            |            |            |            |            |
| 8                | 25         | 30         | 35         | 40         |            | 50         |            |            |            |            |            |
| 10               |            | 30         | 35         | 40         | 45         | 50         | 60         |            |            |            |            |
| 12               |            |            | 35         | 40         | 45         | 50         | 60         | 80         |            |            |            |
| 14               |            |            |            |            |            | 50         | 60         | 80         | 120        | 140        | 160        |
| 16               |            |            |            |            |            |            | 60         | 80         | 120        | 140        | 160        |
| 18               |            |            |            |            |            |            |            | 80         | 120        | 140        | 160        |
| 20               |            |            |            |            |            |            | 60         |            | 120        |            | 160        |